# ألفونسو ريبيرو
ألفونسو لينكولن ريبيرو الأب. (بالإنجليزية: Alfonso Ribeiro)‏ (ولد في 21 سبتمبر 1971) ممثل راقص، مخرج تلفزيوني، ومضيف أمريكي، اشتهر عن دور «كارلتون بانكس» في مسلسل سيتكوم التلفزيوني ذا فريش برينس أوف بيل إير (1990) بطولة ويل سميث.

## حياته الشخصية
تزوج ألفونسو ريبيرو نجم مسلسل «ذا فريش برينس أوف بيل أير» من صديقته أنجيلا أونكريتش 2012 .

## روابط خارجية
- ألفونسو ريبيرو على موقع IMDb (الإنجليزية)
- ألفونسو ريبيرو على موقع ميتاكريتيك (الإنجليزية)
- ألفونسو ريبيرو على موقع روتن توميتوز (الإنجليزية)
- ألفونسو ريبيرو على موقع ألو سيني (الفرنسية)
- ألفونسو ريبيرو على موقع ميوزك برينز (الإنجليزية)
- ألفونسو ريبيرو على موقع تيرنر كلاسيك موفيز (الإنجليزية)
- ألفونسو ريبيرو على موقع أول موفي (الإنجليزية)
- ألفونسو ريبيرو على موقع قاعدة بيانات برودواي على الإنترنت (الإنجليزية)
- ألفونسو ريبيرو على موقع إن إن دي بي (الإنجليزية)
- ألفونسو ريبيرو على موقع أول ميوزيك (الإنجليزية)
- Alfonso Ribeiro at Yahoo! Movies
- alfonso_ribeiroعلى تويتر.